# Амоскиг (водопады)
Амоскиг (англ. The Amoskeag Falls) — водопады в Манчестере, штат Нью-Гэмпшир, на реке реки Мерримак. Высота падения воды составляет 16,5 метра (54 фута) на протяжении 400 м.

## История
Индейские племена использовали водопады в качестве места рыбалки из-за многочисленных мигрирующих лососей, угрей, шэда, сероспинки, которых было легко поймать на порогах. Индейцы обычно использовали серию больших сетей, натянутых через реку.
В 1807 году Сэмюэл Блоджетт заложил систему каналов и шлюзов на реке, чтобы суда могли обогнуть водопад, открыв территорию для развития судоходства и технической промышленности. Вскоре это привело к использованию водопада как энергетического источника для обеспечения гидроэнергией промышленного развития Манчестера XIX века, в первую очередь для градообразующей компании Amoskeag.